# Bodarp
Bodarp är kyrkbyn i Bodarps socken i Trelleborgs kommun på Söderslätt i Skåne.
Byn består av fyra gårdar, fyra gatehus, en kyrka och en gravhög. Byn ligger högt i ett vägkors med tre vägar och har en vid utsikt. Den tillhör de byar som inte blev skiftade.
Bodarps kyrka är medeltida men ombyggnader genom åren har ändrat dess utseende.